# Кракатау (фільм)
«Кракатау» (англ. Krakatoa) — американський короткометражний документальний фільм режисера Джо Рока 1933 року, знятий кінокомпанією Joe Rock Productions. В 1934 році він отримав премію «Оскар» за найкращий ігровий короткометражний фільм.

## Сюжет
Документальний фільм про виверження вулкану Кракатау, що відбулося в 1883 році, наслідками чого стало перше руйнування більшої частини острова, на якій він стояв. Після чого відбулося тридцятиметрової висоти цунамі, яке погубило більше тридцяти тисяч чоловік, і, нарешті, вулканічний попіл, який розсіюється в атмосферу.